# Ramona (condado de San Diego)
Ramona es un lugar designado por el censo ubicado en el condado de San Diego en el estado estadounidense de California. En el año 2000 tenía una población de 15.691 habitantes y una densidad poblacional de 396,2 personas por km². Debe su nombre a la novela homónima de Helen Hunt Jackson ambientada en el sur de California.

## Geografía
Ramona se encuentra ubicado en las coordenadas 33°2′30″N 116°52′5″O / 33.04167, -116.86806. Según la Oficina del Censo, la ciudad tiene un área total de 39,6 km² (15,3 mi²), de la cual 39,6 km² (15,3 mi²) es tierra y 0 km² (0 mi²) (0.00%) es agua.

## Demografía
Los ingresos medios por hogar en la localidad eran de $48,625, y los ingresos medios por familia eran $53,372. Los hombres tenían unos ingresos medios de $40,376 frente a los $26,105 para las mujeres. La renta per cápita para la localidad era de $18,898. Alrededor del 12.8% de la población estaban por debajo del umbral de pobreza.